# Ливан на зимних Олимпийских играх 1992
Ливан принимал участие в Зимних Олимпийских играх 1992 года в Альбертвиле (Франция) в двенадцатый раз за свою историю, но не завоевал ни одной медали. Сборная страны состояла из 4 спортсменов (все — мужчины), которые приняли участие в соревнованиях по горнолыжному спорту.